# Chór Żydowski „Clil”
Chór Żydowski „Clil” (z hebr. ‏צליל‎ c(e)lil „dźwięk, brzmienie”) – chór żydowski powstały w 2003 roku w Łodzi z inicjatywy Agnieszki Najmałowskiej, która była jego pierwszą dyrygentką. Miesiąc później powołano również grupę warszawską. Następnie dyrygentką i kierownikiem artystycznym została Izabella Goldstein (z d. Krych), absolwentka dyrygentury warszawskiej Akademii Muzycznej im. Fryderyka Chopina oraz Akademii Muzycznej im. Grażyny i Kiejstuta Bacewiczów w Łodzi w zakresie wokalistyki. Następnie chór prowadziła Magdalena Szymańska oraz Lilianna Krych wraz z Agatą Krwawnik.. Obecnie Chór prowadzą Magdalena Szymańska (w Łodzi) oraz Anna Hajduk-Rynkowicz (w Warszawie). 
Chór kultywuje żydowskie tradycje muzyczne, śpiewając pieśni i piosenki w językach hebrajskim, aramejskim, jidysz oraz ladino. Chór daje koncerty w Polsce, jak i za granicą.
W 2004 roku wydano pierwszą płytę z pieśniami w wykonaniu chóru. Kolejna płyta, nagrana w 2009 roku, w Studiu S2 Polskiego Radia w Warszawie, obejmuje piosenki z łódzkiego getta. Trzecia płyta chóru – „Pieśni szabatowe” – została nagrana w listopadzie 2011 roku.
Chór nagrał także demo złożone z 5 piosenek, które dostępne jest na stronie chóru: Orcha Bamidbar (piosenka po hebrajsku o wędrówce karawany po pustyni), Barechu (kompozycja S. Rossiego), Ose Shalom (piosenka szabatowa), Cind on lichtelech (piosenka o światełkach chanukowych) oraz Dona, dona (piosenka o cielaczku prowadzonym na targ).